# The Hunting Party
The Hunting Party (укр. «Мисливський загін») — шостий студійний альбом американського рок-гурту Linkin Park, представлений 17 червня 2014 року. На відміну від попередніх студійних альбомів, The Hunting Party спродюсований самими учасниками гурту. 6 березня вийшов перший сингл альбому — «Guilty All the Same», а 6 травня — сингл «Until It's Gone». 1 червня 2014 року було відкрито попереднє замовлення на саму платівку.

## Передісторія
В травні 2013 року Майк Шинода заявив, що гурт розпочав працювати над шостою студійною платівкою. До наступного лютого Майк почав посилатися на дату випуску «Літо 2014». 6 березня 2014 року гурт випустив новий сингл «Guilty All the Same», у запису якого брав участь американський репер Ракім. Незабаром після цього гурт розкрив назву альбому — The Hunting Party, а також дату виходу — 17 червня 2014 року. Майк та Бред Делсон стали co-продюсерами альбому. Бред пожартував, що альбом «Альтернативний Hybrid Theory» і «можливо його приквел». В інтерв'ю Майк заявив, що спочатку планував сам прочитати реп на синглі «Guilty All the Same», але відчував що це буде занадто передбачувано. Шинода жартував, що для виконання реп-партії вони запросять Ракіма, одного з ідолів Майка, і після того, як виявилося, що Ракім був доступний, Шинода зв'язався з ним, та зробив пропозицію взяти участь у записі. Майк також підтвердив, що Ракім буде не єдиним запрошеним артистом на альбомі. Шинода описав звук альбому як стиль рок-записів 90-х: «Це рок-запис. Це голосно, і це рок, але не в сенсі того, що ви чули раніше, він більше схожий на „Хардкор-панк-треш“ 90-х». Він позначив «слабкий» статус сучасного рока в музичний індустрії, як натхнення до запису важчого рок-альбому, спробу висунути звук на перший план, як у 90-х. В інтерв'ю «MusicRadar» Делсон заявив, що в альбомі буде дуже багато гітарних соло, що можна почути в «Guilty All the Same».
5 травня відбулася світова прем'єра другого сингла під назвою «Until It's Gone». Незабаром вийшов промо-сингл «Wastelands».
3 червня в інтернет з'явивсь новий трек «Rebellion», записаний за участю Дарона Малакяна з System of a Down.
Наступним синглом стала пісня «Final Masquerade», вона вийшла 7 червня. 9 червня в мережу попав трек «All for Nothing», а через декілька годин і увесь альбом.

## Композиції
Автор музики і слів Linkin Park, якщо не зазначено окремо. 
| The Hunting Party | The Hunting Party                                | The Hunting Party             | The Hunting Party |
| #                 | Назва                                            | Автор                         | Тривалість        |
| ----------------- | ------------------------------------------------ | ----------------------------- | ----------------- |
| 1.                | «Keys to the Kingdom»                            |                               | 3:38              |
| 2.                | «All for Nothing» (при участі Пейджа Хамільтона) |                               | 3:33              |
| 3.                | «Guilty All the Same» (при участі Ракіма)        | Linkin Park Вільям Гріффін    | 5:56              |
| 4.                | «The Summoning»                                  |                               | 1:00              |
| 5.                | «War»                                            |                               | 2:11              |
| 6.                | «Wastelands»                                     |                               | 3:15              |
| 7.                | «Until It's Gone»                                |                               | 3:53              |
| 8.                | «Rebellion» (при участі Дарона Малакяна)         | Linkin Park Дарон Малакян     | 3:44              |
| 9.                | «Mark the Graves»                                |                               | 5:05              |
| 10.               | «Drawbar» (при участі Тома Морелло)              |                               | 2:46              |
| 11.               | «Final Masquerade»                               | Linkin Park Еміль Хейн [ 19 ] | 3:37              |
| 12.               | «A Line in the Sand»                             |                               | 6:35              |
| 45:12             |                                                  |                               |                   |

| The Hunting Party (Xbox Deluxe Edition) (Live Bonus Tracks) | The Hunting Party (Xbox Deluxe Edition) (Live Bonus Tracks) | The Hunting Party (Xbox Deluxe Edition) (Live Bonus Tracks) | The Hunting Party (Xbox Deluxe Edition) (Live Bonus Tracks) |
| #                                                           | Назва                                                       | Автор                                                       | Тривалість                                                  |
| ----------------------------------------------------------- | ----------------------------------------------------------- | ----------------------------------------------------------- | ----------------------------------------------------------- |
| 13.                                                         | «With You» (Live at Home Depot Center)                      | Linkin Park, Dust Brothers                                  | 3:42                                                        |
| 14.                                                         | «Lost in the Echo» (Live at Home Depot Center)              |                                                             | 3:57                                                        |
| 15.                                                         | «Numb» (Live at Home Depot Center)                          |                                                             | 3:17                                                        |
| 16.                                                         | «Burn It Down» (Live at Home Depot Center)                  |                                                             | 3:57                                                        |
| 60:09                                                       |                                                             |                                                             |                                                             |

| Bonus DVD ─ The Hunting Party (DVD) (The Hunting Party: Live from Mexico) | Bonus DVD ─ The Hunting Party (DVD) (The Hunting Party: Live from Mexico) | Bonus DVD ─ The Hunting Party (DVD) (The Hunting Party: Live from Mexico) |
| #                                                                         | Назва                                                                     | Тривалість                                                                |
| ------------------------------------------------------------------------- | ------------------------------------------------------------------------- | ------------------------------------------------------------------------- |
| 1.                                                                        | «Intro»                                                                   | 2:31                                                                      |
| 2.                                                                        | «A Place for My Head»                                                     | 2:49                                                                      |
| 3.                                                                        | «New Divide»                                                              | 4:40                                                                      |
| 4.                                                                        | «Somewhere I Belong»                                                      | 4:16                                                                      |
| 5.                                                                        | «Points of Authority»                                                     | 3:21                                                                      |
| 6.                                                                        | «Lies Greed Misery»                                                       | 2:28                                                                      |
| 7.                                                                        | «Lost in the Echo»                                                        | 3:55                                                                      |
| 8.                                                                        | «What I've Done»                                                          | 3:37                                                                      |
| 9.                                                                        | «Burn It Down»                                                            | 3:54                                                                      |
| 10.                                                                       | «In the End»                                                              | 3:29                                                                      |
| 11.                                                                       | «Bleed It Out»                                                            | 4:51                                                                      |
| 12.                                                                       | «One Step Closer»                                                         | 4:10                                                                      |
| 41:21                                                                     |                                                                           |                                                                           |

| Limited digital bundle ─ Hybrid Theory: Live at Download Festival 2014 | Limited digital bundle ─ Hybrid Theory: Live at Download Festival 2014 | Limited digital bundle ─ Hybrid Theory: Live at Download Festival 2014 | Limited digital bundle ─ Hybrid Theory: Live at Download Festival 2014 |
| #                                                                      | Назва                                                                  | Автор                                                                  | Тривалість                                                             |
| ---------------------------------------------------------------------- | ---------------------------------------------------------------------- | ---------------------------------------------------------------------- | ---------------------------------------------------------------------- |
| 1.                                                                     | «Papercut»                                                             |                                                                        | 3:13                                                                   |
| 2.                                                                     | «One Step Closer»                                                      |                                                                        | 3:13                                                                   |
| 3.                                                                     | «With You»                                                             | Linkin Park, Simpson, King                                             | 3:34                                                                   |
| 4.                                                                     | «Points of Authority»                                                  |                                                                        | 5:00                                                                   |
| 5.                                                                     | «Crawling»                                                             |                                                                        | 3:29                                                                   |
| 6.                                                                     | «Runaway»                                                              | Linkin Park, Wakefield                                                 | 3:16                                                                   |
| 7.                                                                     | «By Myself»                                                            |                                                                        | 3:24                                                                   |
| 8.                                                                     | «In the End»                                                           |                                                                        | 3:40                                                                   |
| 9.                                                                     | «A Place for My Head»                                                  | Linkin Park, Wakefield, Farrell                                        | 3:44                                                                   |
| 10.                                                                    | «Forgotten»                                                            | Linkin Park, Wakefield, Farrell                                        | 3:26                                                                   |
| 11.                                                                    | «Cure for the Itch»                                                    |                                                                        | 2:50                                                                   |
| 12.                                                                    | «Pushing Me Away»                                                      |                                                                        | 3:29                                                                   |

## The Hunting Party (Acapellas + Instrumentals)
The Hunting Party (Acapellas + Instrumentals) Другий акапелла інструментальний збірник доріжок американської рок-групи Linkin Park, взятої з свого шостого
студійного альбому, The Hunting Party. Альбом вийшов на iTunes та Amazon.. Продюсерами стали Майк Шинода та Бред Делсон.
Альбом служить продовженням Living Things (Acapellas and Instrumentals).

### Композиції
| #       | Назва                                                          | Автор                       | Тривалість |
| ------- | -------------------------------------------------------------- | --------------------------- | ---------- |
| 1.      | «Keys to the Kingdom» (Acapella)                               |                             | 3:39       |
| 2.      | «All for Nothing» (при участі Пейджа Хамільтона, Acapella)     |                             | 3:34       |
| 3.      | «Guilty All the Same» (при участі Ракіма, Acapella)            | Linkin Park, Вільям Гріффін | 5:54       |
| 4.      | «War» (Acapella)                                               |                             | 2:11       |
| 5.      | «Wastelands» (Acapella)                                        |                             | 3:16       |
| 6.      | «Until It's Gone» (Acapella)                                   |                             | 3:53       |
| 7.      | «Rebellion» (Acapella)                                         |                             | 3:44       |
| 8.      | «Mark the Graves» (Acapella)                                   |                             | 5:04       |
| 9.      | «Final Masquerade» (Acapella)                                  |                             | 3:38       |
| 10.     | «A Line in the Sand» (Acapella)                                |                             | 6:35       |
| 11.     | «Keys to the Kingdom» (Instrumental)                           |                             | 3:29       |
| 12.     | «All for Nothing» (при участі Пейджа Хамільтона, Instrumental) |                             | 3:14       |
| 13.     | «Guilty All the Same» (Instrumental)                           |                             | 5:54       |
| 14.     | «The Summoning» (Instrumental)                                 |                             | 1:02       |
| 15.     | «War» (Instrumental)                                           |                             | 2:05       |
| 16.     | «Wastelands» (Instrumental)                                    |                             | 3:18       |
| 17.     | «Until it's Gone» (Instrumental)                               |                             | 3:41       |
| 18.     | «Rebellion» (при участі Дарона Малакяна, Instrumental)         | Linkin Park, Malakian       | 3:45       |
| 19.     | «Mark the Graves» (Instrumental)                               |                             | 5:02       |
| 20.     | «Drawbar» (при участі Тома Морелло, Instrumental)              |                             | 3:12       |
| 21.     | «Final Masquerade» (Instrumental)                              |                             | 3:40       |
| 22.     | «A Line in the Sand» (Instrumental)                            |                             | 6:38       |
| 1:26:28 |                                                                |                             |            |

## Музиканти
- Честер Беннінґтон — вокал, ритм-гітара в «War»

- Майк Шинода — вокал, ритм-гітара, клавішні

- Бред Делсон — соло-гітара

- Девід Майкл Фаррел — бас-гітара

- Джо Хан — DJ

- Роберт Бурдон — ударні

Інші музиканти
- Ракім — вокал в «Guilty All the Same»

- Пейдж Хамільтон — вокал і гітара в «All for Nothing»

- Дарон Малакян — гітара в «Rebellion»

- Том Морелло — гітара в «Drawbar»

## Чарти
| Чарт (2014)                                          | Найвища позиція |
| ---------------------------------------------------- | --------------- |
| Австралія Australian Albums (ARIA)                   | 3               |
| Австрія Austrian Albums (Ö3 Austria)                 | 2               |
| Бельгія Belgian Albums (Ultratop Flanders)           | 3               |
| Бельгія Belgian Albums (Ultratop Wallonia)           | 7               |
| Канада Canadian Albums (Billboard)                   | 3               |
| Чехія Czech Albums (ČNS IFPI)                        | 1               |
| Данія Danish Albums (Hitlisten)                      | 4               |
| Нідерланди Dutch Albums (MegaCharts)                 | 8               |
| Фінляндія Finnish Albums (Suomen virallinen lista)   | 4               |
| Франція French Albums (SNEP)                         | 3               |
| Німеччина German Albums (Offizielle Top 100)         | 1               |
| Угорщина Hungarian Albums (MAHASZ)                   | 1               |
| Indian Albums (IMI)                                  | 1               |
| Ірландія Irish Albums (IRMA)                         | 6               |
| Італія Italian Albums (FIMI)                         | 4               |
| Japanese Albums (Oricon)                             | 4               |
| Нова Зеландія New Zealand Albums (Recorded Music NZ) | 2               |
| Норвегія Norwegian Albums (VG-lista)                 | 11              |
| Польща Polish Albums (ZPAV)                          | 3               |
| Португалія Portuguese Albums (AFP)                   | 1               |
| Шотландія Scottish Albums (OCC)                      | 4               |
| South African Albums (RISA)                          | 12              |
| Південна Корея Korean Albums (GAON)                  | 10              |
| Південна Корея Korean International Albums (GAON)    | 2               |
| Іспанія Spanish Albums (PROMUSICAE)                  | 6               |
| Швеція Swedish Albums (Sverigetopplistan)            | 27              |
| Швейцарія Swiss Albums (Schweizer Hitparade)         | 1               |
| Велика Британія UK Albums (OCC)                      | 2               |
| Велика Британія UK Rock & Metal Albums (OCC)         | 1               |
| США Billboard 200                                    | 3               |
| США Top Alternative Albums (Billboard)               | 1               |
| США Top Hard Rock Albums (Billboard)                 | 1               |
| США Top Rock Albums (Billboard)                      | 1               |

| Чарт (2014)                              | Позиція |
| ---------------------------------------- | ------- |
| Australian Albums (ARIA)                 | 77      |
| Austrian Albums (Ö3 Austria)             | 30      |
| Belgian Albums (Ultratop Flanders)       | 96      |
| Belgian Albums (Ultratop Wallonia)       | 92      |
| French Albums (SNEP)                     | 111     |
| German Albums (Offizielle Top 100)       | 17      |
| Hungarian Albums (MAHASZ)                | 9       |
| Italian Albums (FIMI)                    | 62      |
| Japanese Albums (Oricon)                 | 60      |
| South Korean International Albums (Gaon) | 49      |
| Swiss Albums (Schweizer Hitparade)       | 18      |
| US Billboard 200                         | 67      |
| US Alternative Albums (Billboard)        | 10      |
| US Hard Rock Albums (Billboard)          | 2       |
| US Top Rock Albums (Billboard)           | 12      |

## Сертифікації
| Регіон | Сертифікація | Продажі   |
| --- | ------------ | --------- |
| Австрія (IFPI Austria) | Золотий      | 7500*     |
| Канада (Music Canada) | Золотий      | 40 000^   |
| Німеччина (BVMI) | Платиновий   | 200 000   |
| Угорщина (Mahasz) | Платиновий   | 2000^     |
| Італія (FIMI) | Золотий      | 25 000    |
| Польща (ZPAV) | Золотий      | 10 000*   |
| Швейцарія (IFPI Switzerland) | Золотий      | 10 000^   |
| Велика Британія (BPI) | Золотий      | 100 000   |
| США (RIAA) | Платиновий   | 1 000 000 |
| *продажі, що базуються лише на сертифікаціях · ^відвантаження, що базуються лише на сертифікаціях · продажі+прослуховування, що базуються лише на сертифікаціях |              |           |